# Лінарес-де-ла-Сьєрра
Лінарес-де-ла-Сьєрра (ісп. Linares de la Sierra) — муніципалітет в Іспанії, у складі автономної спільноти Андалусія, у провінції Уельва. Населення — 295 осіб (2010).
Муніципалітет розташований на відстані близько 380 км на південний захід від Мадрида, 75 км на північний схід від Уельви.

## Демографія
Динаміка населення (INE ):